# Strada statale 235 di Orzinuovi
Die Strada statale 235 di Orzinuovi ist eine ehemalige Staatsstraße in Italien.
Sie wurde nach der Stadt Orzinuovi benannt.

## Geschichte
Die Straße wurde 1959 als Staatsstraße zwischen Pavia und Brescia gewidmet und erhielt die Nummer 235 und die Bezeichnung „di Orzinuovi“.
2001 wurde sie entwidmet und der Region Lombardei übergeben.